# Ambrosius Pannonius
Ambrosius Pannonius (névváltozat:Pannóniai Ambrus; 15. század– Bécs, 1536.) magyar egyházi író.
A bécsi skót Benedek rend priorja volt.
Művei:
- Cursus beate virginis Marie monarchorum nigrorum: de observantia ordinis sencti Benedicti… accuratissime revisum atque emendatum. Vienne Pannonie, 1513. Egy példányt a göttweihi rendház könyvtárában őriztek,[3] de a 19. század végén a mölki bencés könyvtárban is megtalálható volt.[4]
- Diurnale monasticum secundum Rubricam romanam [et] s[e]c[un]d[um]m ritum [et] consuetudine monasterii beate marie virg[in]is al[ia]s Scoto[rum] vie[n]ne ordinis s[an]c[t]i benedicti. Velence. 1515[5][6]